# 스바루 STI E-RA
스바루 STI E-RA(영어: Subaru STI E-RA, 일본어: スバル・STI E-RA)는 스바루의 성능 및 레이싱 부문인 스바루 테크니카 인터내셔널(STI)에서 2022년에 개발한 레이스 카이다. STI E-RA의 이니셜은 "전기-기록 시도"의 약자로 최고 성능 모델에 "RA" 레이블을 지정하는 STI의 전통을 유지하며 컨셉트 카의 프로토타입은 2022년 1월 도쿄 오토 살롱에서 데뷔했다.